# Anomala lucasi
Anomala lucasi är en skalbaggsart som beskrevs av Guérin-Méneville 1847. Anomala lucasi ingår i släktet Anomala och familjen Rutelidae. Inga underarter finns listade i Catalogue of Life.